# Zamek w Trokach

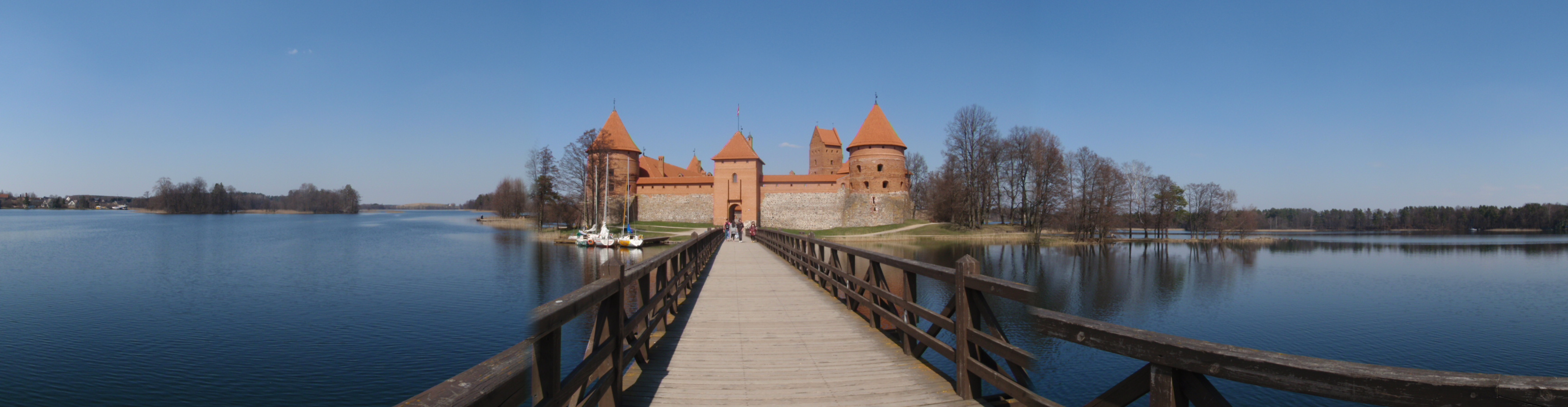
Panoramiczny widok z Trok

Zamek w Trokach – zamek położony na jeziorze Galwe na Litwie w miejscowości Troki. Obiekt jest w znacznym stopniu rekonstrukcją z 2 poł. XX wieku.
Zamek został wzniesiony w XIV–XV w. przez wielkiego księcia litewskiego Kiejstuta i jego syna Witolda, który w 1430 zmarł na zamku. Troki były w tym okresie ważnym ośrodkiem Wielkiego Księstwa Litewskiego. Począwszy od XVII w. zamek popadał w ruinę. Przed II wojną światową polscy historycy sztuki rozpoczęli zabezpieczanie obiektu, a w latach 1951–1961 zostały w nim podjęte prace rekonstrukcyjne, które nadały mu obecny kształt. Zamek jest dziś ważną atrakcją turystyczną Litwy.
Charakterystyczny układ symetrycznego zespołu dwóch połączonych naprzeciwległych budynków i wieży wjazdowej na osi dziedzińca zdradza inspirowanie się projektanta Zamku Górnego w Trokach gotyckimi zamkami z terenu Mazowsza, takimi jak: Borysławice, Liw, Łowicz.

## Historia

### Budowa zamku

#### Zamek na półwyspie

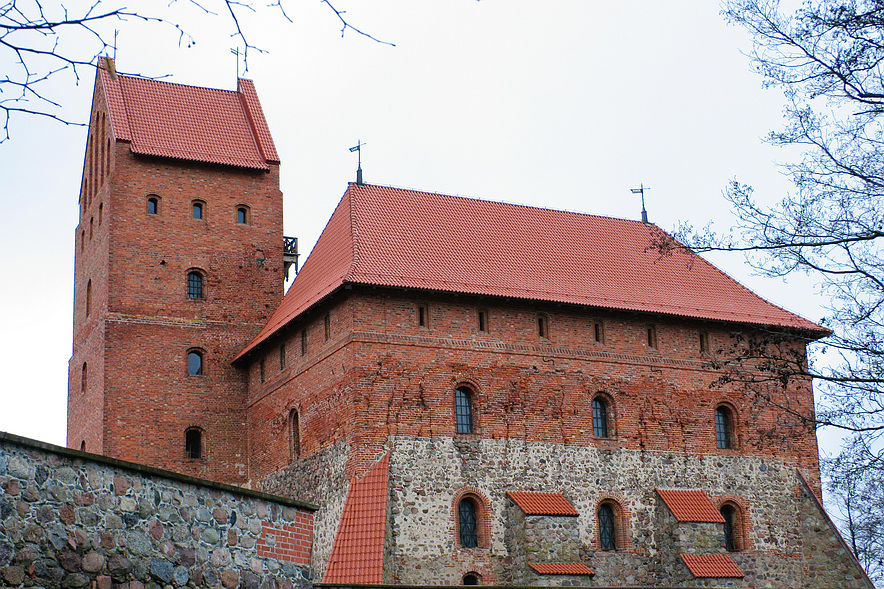
Zamek Książęcy

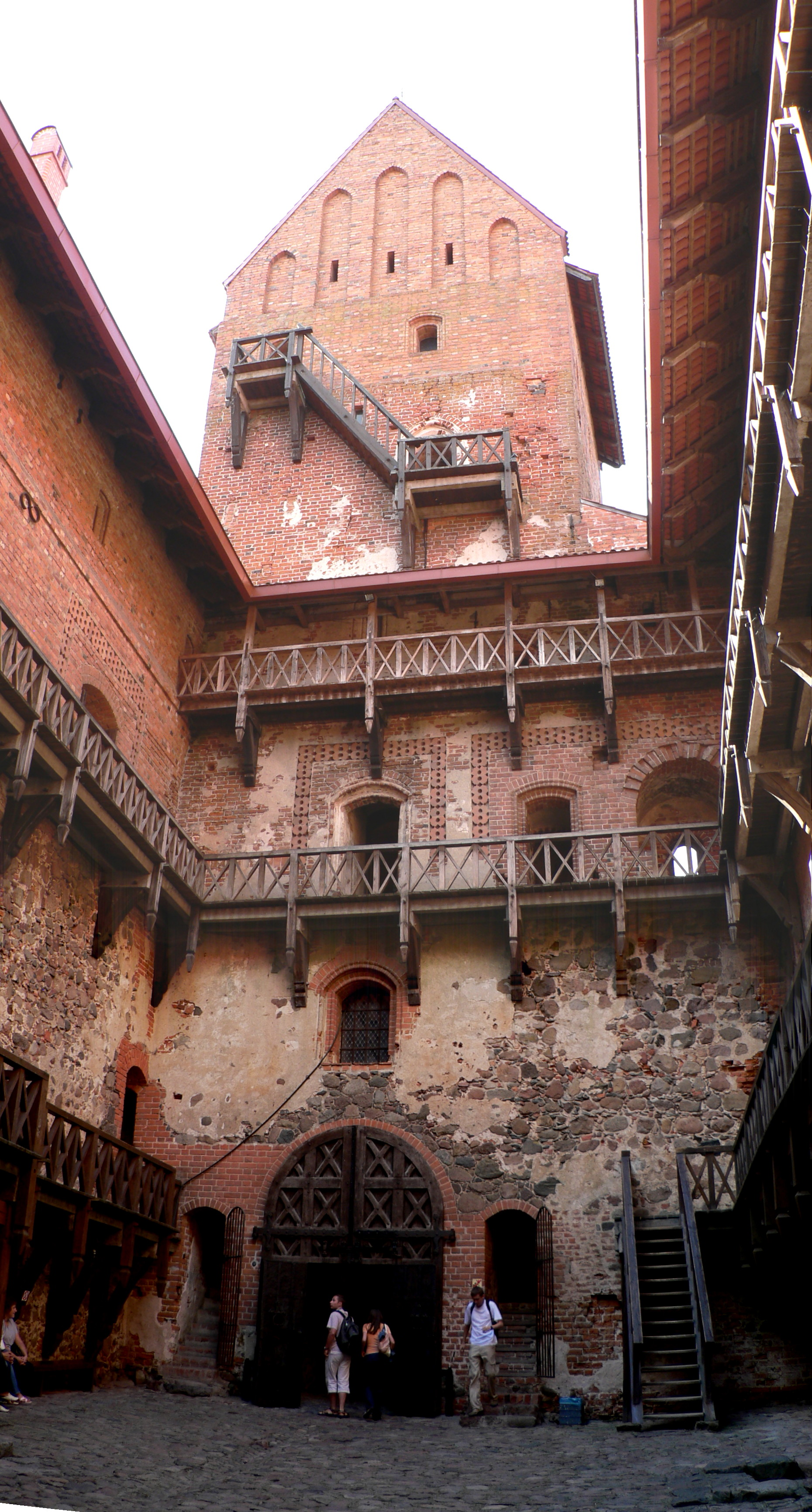
Dziedziniec wewnętrzny

Po 1375 roku Kiejstut Giedyminowicz, przeniósł do Nowych Trok stolicę swojego księstwa, budując w nich murowany zamek na półwyspie. Następnie zamieszkał w nim i przeniósł do niego swój skarb książęcy. W 1377 zamek poniósł poważne straty po ataku krzyżackim. Po zamordowaniu Kiejstuta zamek był areną walki o władzę między Jagiełłą i Witoldem, był oblegany przez zwolenników każdej ze stron. Dopiero zgoda między braćmi stryjecznymi pozwoliła na kontynuowanie na nim prac budowlanych. Zamek był w tym czasie wiele razy atakowany przez Krzyżaków. W 1383 roku był oblegany przez Witolda i Krzyżaków, co doprowadziło w wyniku ostrzału do zawalenia się części murów. Wkrótce zamek odzyskał Jagiełło.

#### Zamek na wyspie
Zamek na największej z trzech wysp jeziora Galwe polecił wybudować wielki książę Witold w latach 1404–1408. Warownia miała stanowić wsparcie dla wcześniejszego trockiego zamku położonego na półwyspie. Zbudowano dwa skrzydła i 35-metrowy donżon. Donżon, oprócz standardowych funkcji obronnych, mieścił również kaplicę i część pomieszczeń mieszkalnych. Najważniejszym elementem struktury zamkowej został czworoboczny pałac książęcy z wewnętrznym dziedzińcem otoczonym drewnianymi galeriami. Całe skrzydło południowe zamku zostało zaadaptowane na monumentalną salę książęcą (10 na 21 metrów), drugą co do wielkości średniowieczną salę na Litwie.
W drugiej fazie rozbudowy, w odróżnieniu od pierwszej fazy budowy, w której przeważającym materiałem był kamień, zamek był budowany głównie z czerwonej cegły. Jego dekoracja była skromna – ograniczała się go glazurowanych cegieł i witraży w oknach. Obiekt był utrzymany w stylu gotyckim.

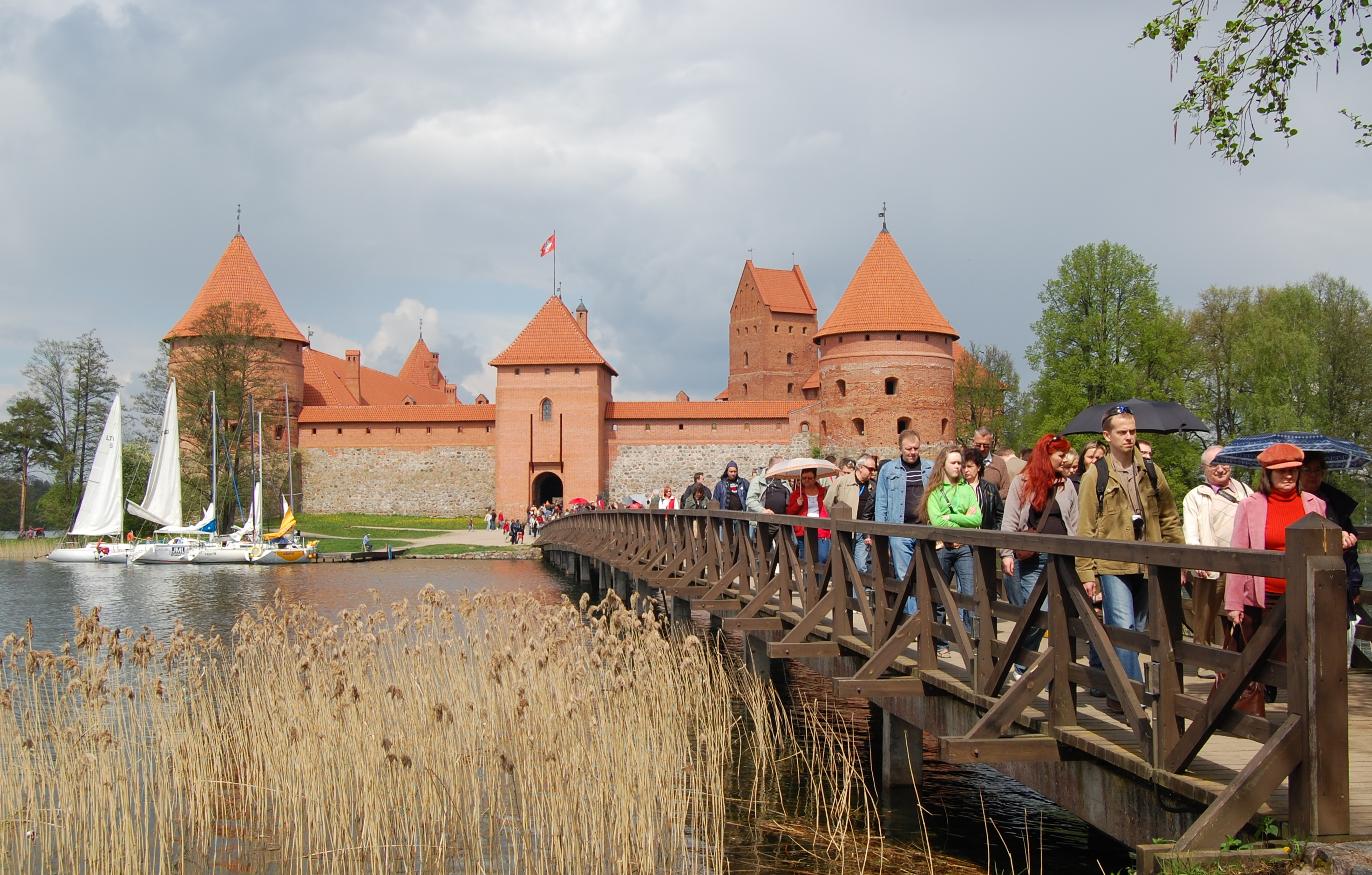
Most zamkowy

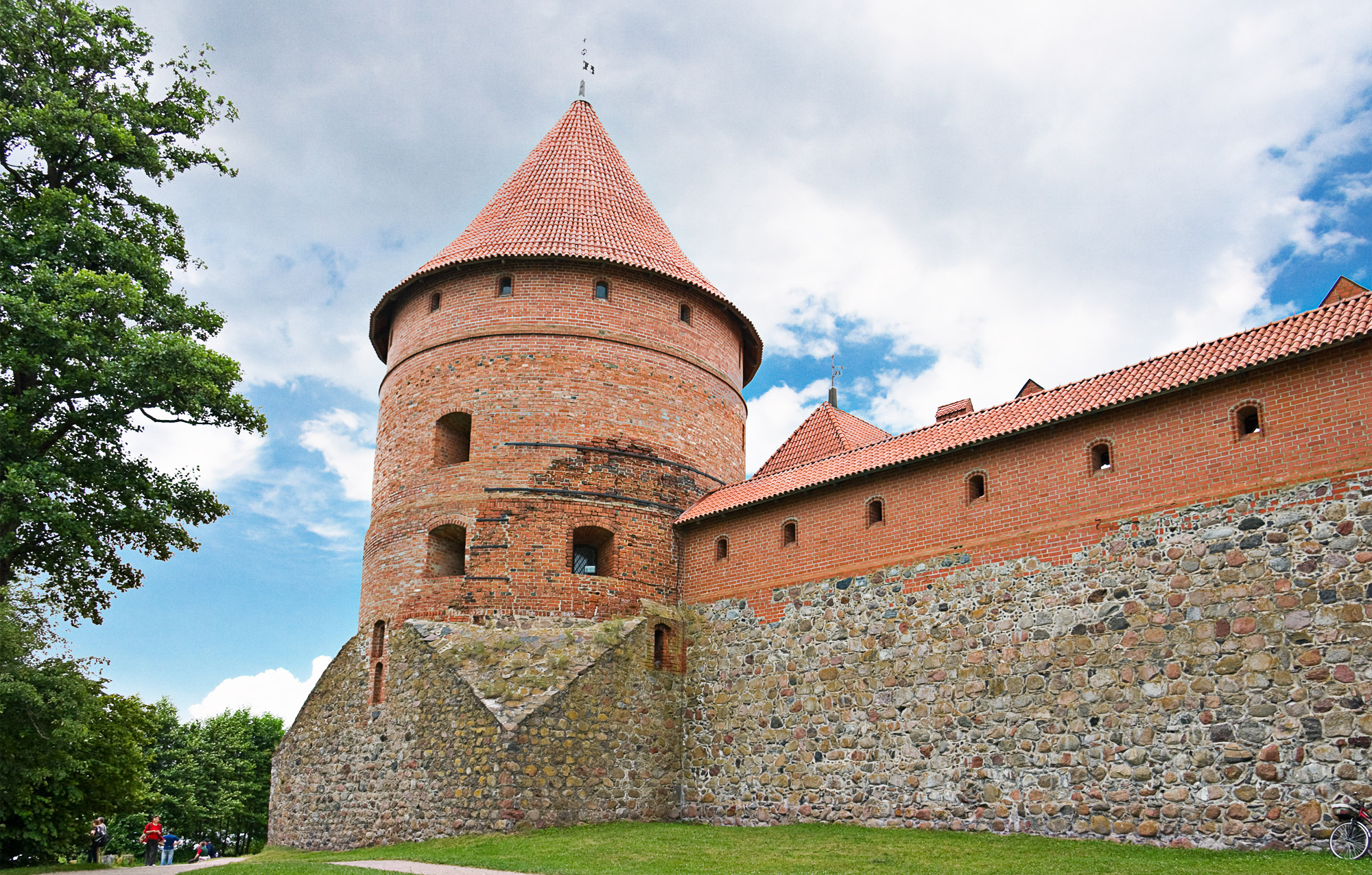
Mury zamkowe

W trzeciej fazie rozbudowy zamku kontynuowane były prace nad modernizacją i wzmacnianiem zamku. Mury otaczające obiekt zostały wzmocnione do grubości 2,5 metra, dobudowano galerie, z których można było w razie ataku prowadzić ogień. W rogach zamku wzniesiono trzy wieże, z których jedna została zaadaptowana na więzienie. Najwyższe piętra wszystkich wież służyły za składy amunicji i pomieszczenia dla obsługi dział zamkowych. Na terenie zamku wzniesiono szereg wolnostojących budynków gospodarczych (stajnie, kuchnie).

### Upadek zamku

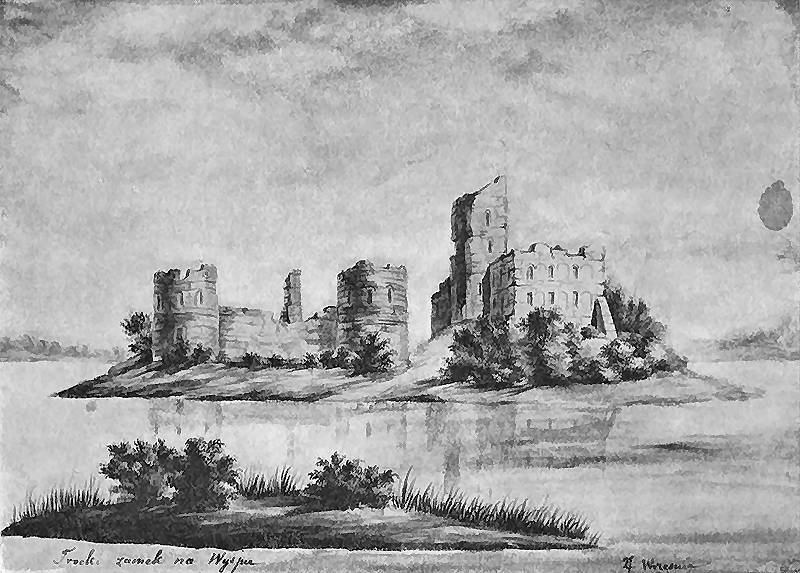
Zrujnowany zamek trocki, stan z 1877, rysunek Napoleona Ordy

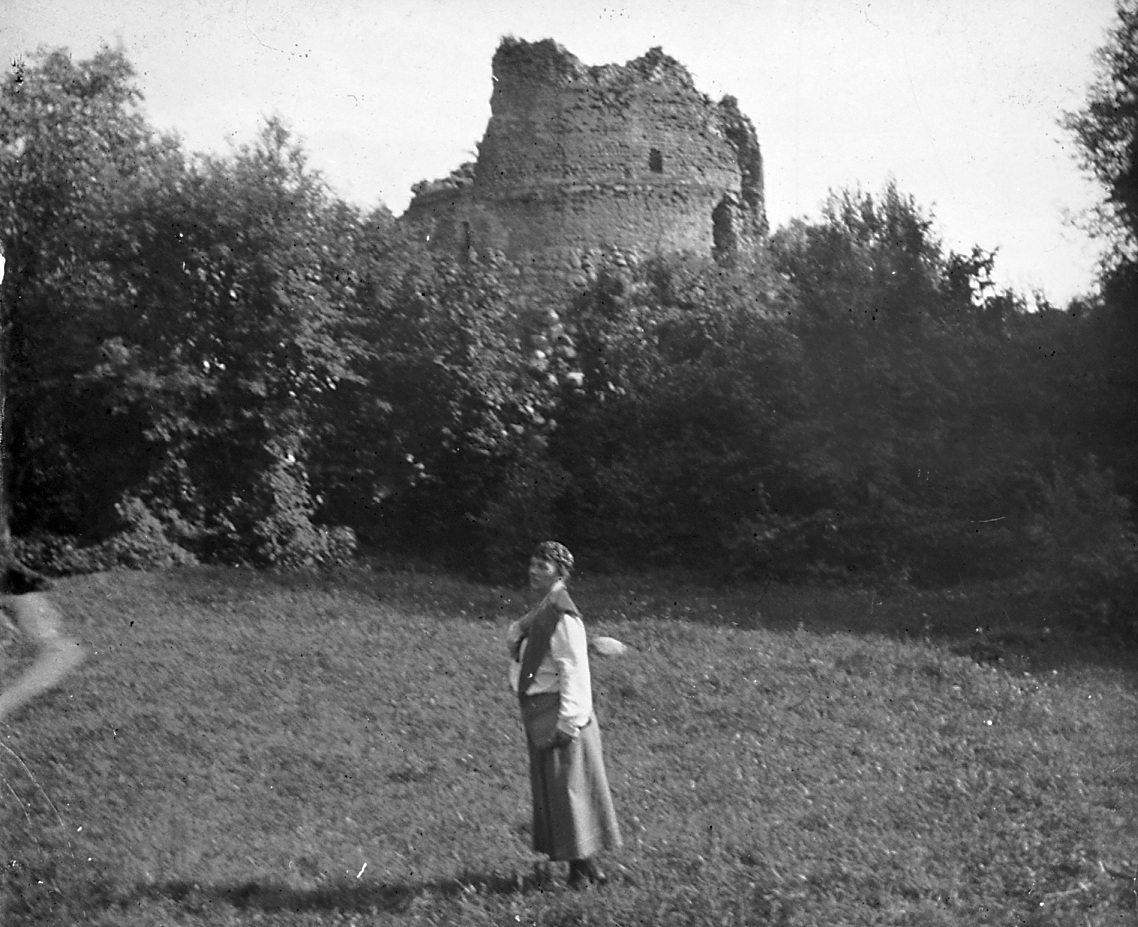
Jedna z baszt zamku na fotografii z lat 30. XX wieku

Wkrótce po bitwie pod Grunwaldem zamek zaczął tracić swoje znaczenie wojskowe. Dawna twierdza została przekształcona w rezydencję książęcą i bogato udekorowana wewnątrz. Do Trok przyjeżdżali zagraniczni posłowie, w 1414 zamek opisał flamandzki podróżnik Guillebert de Lannoy. W zamku kilkakrotnie gościł Władysław Jagiełło, zaś Witold zmarł na terenie zamku w 1430. Dziesięć lat później w twierdzy został zamordowany jego brat Zygmunt. Pod rządami Zygmunta Starego i Zygmunta Augusta obiekt został przebudowany w stylu renesansowym i przeszedł kolejne prace adaptacyjne w celu przekształcenia w letnią rezydencję. Czasowo pełnił również funkcję więzienia. W czasie wojen z Moskwą został zrujnowany, a z odbudowy zrezygnowano.

### Odbudowa
W XIX w. powstały pierwsze plany rekonstrukcji zamku. W 1822 r. Wincenty Smokowski w jednej z sal pierwszego piętra znalazł i przerysował trzynaście fragmentów malowideł, których opis opublikował w „Athenaeum” z 1841, t. V, s. 157-181. W 1888 Imperialna Komisja Archeologiczna dokonała dokumentacji pozostałości zamku, a w 1905 władze carskie zdecydowały się na konserwację ruin i częściowe odrestaurowanie zamku.
Po I wojnie światowej Troki znalazły się na terytorium II Rzeczypospolitej. Prace konserwatorskie rozpoczął polski konserwator zabytków Stanisław Lorentz, po wizytacji zamku w maju 1929 roku z Juliuszem Kłosem i Janem Borowskim, w czasie której podjęto decyzję o natychmiastowej potrzebie podjęcia działań w celu zachowania istniejących pozostałości zamku. Na pozyskanie środków do konserwacji Stanisław Lorentz zaciągnął prywatną pożyczkę, na wielką ówcześnie sumę 10 000 złotych w Banku Gospodarstwa Krajowego. Zakres prac na zamku Lorentz określił w „Wiadomościach Konserwatorskich” i miały one mieć początkowo jedynie charakter konserwatorski i nie przewidywały odbudowy z uwagi na brak ikonografii umożliwiającej rekonstrukcję obiektu. Pierwsze prace wykonano w latach 1929–1930. Istotny udział w tych pracach miała rodzina Girdwoyniów, do której należała przed II wojną światową posesja z zamkiem. Wynika to z korespondencji Stanisława Lorentza z Zofią Girdwoyń i z jego artykułu o konserwacji ruin zamku („Wiadomości Konserwatorskie”, 1929).

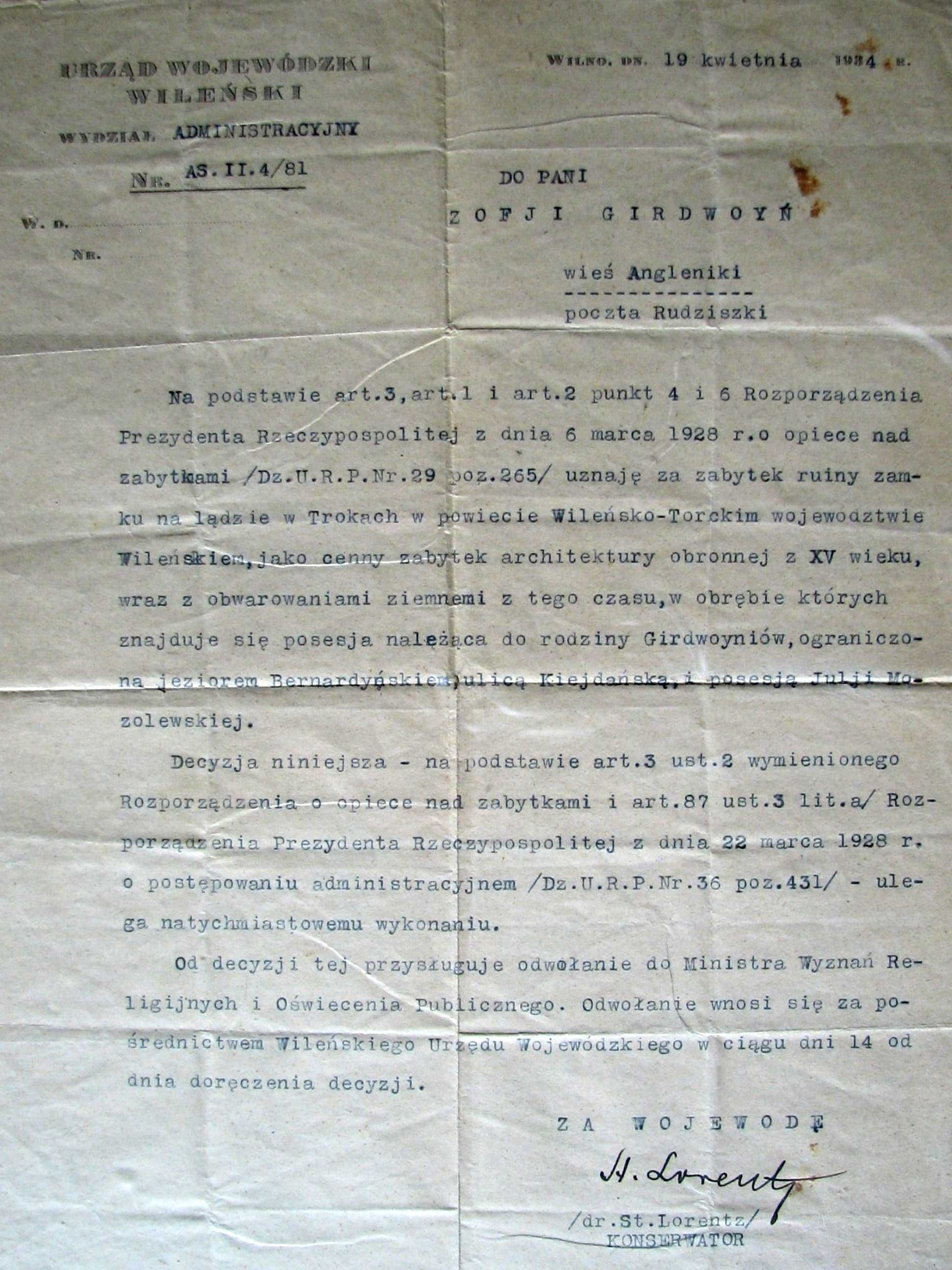
Pismo Stanisława Lorentza z 19 kwietnia 1934 do Zofii Girdwoyń, przedstawicielki rodziny, do której należała posesja z ruinami zamku

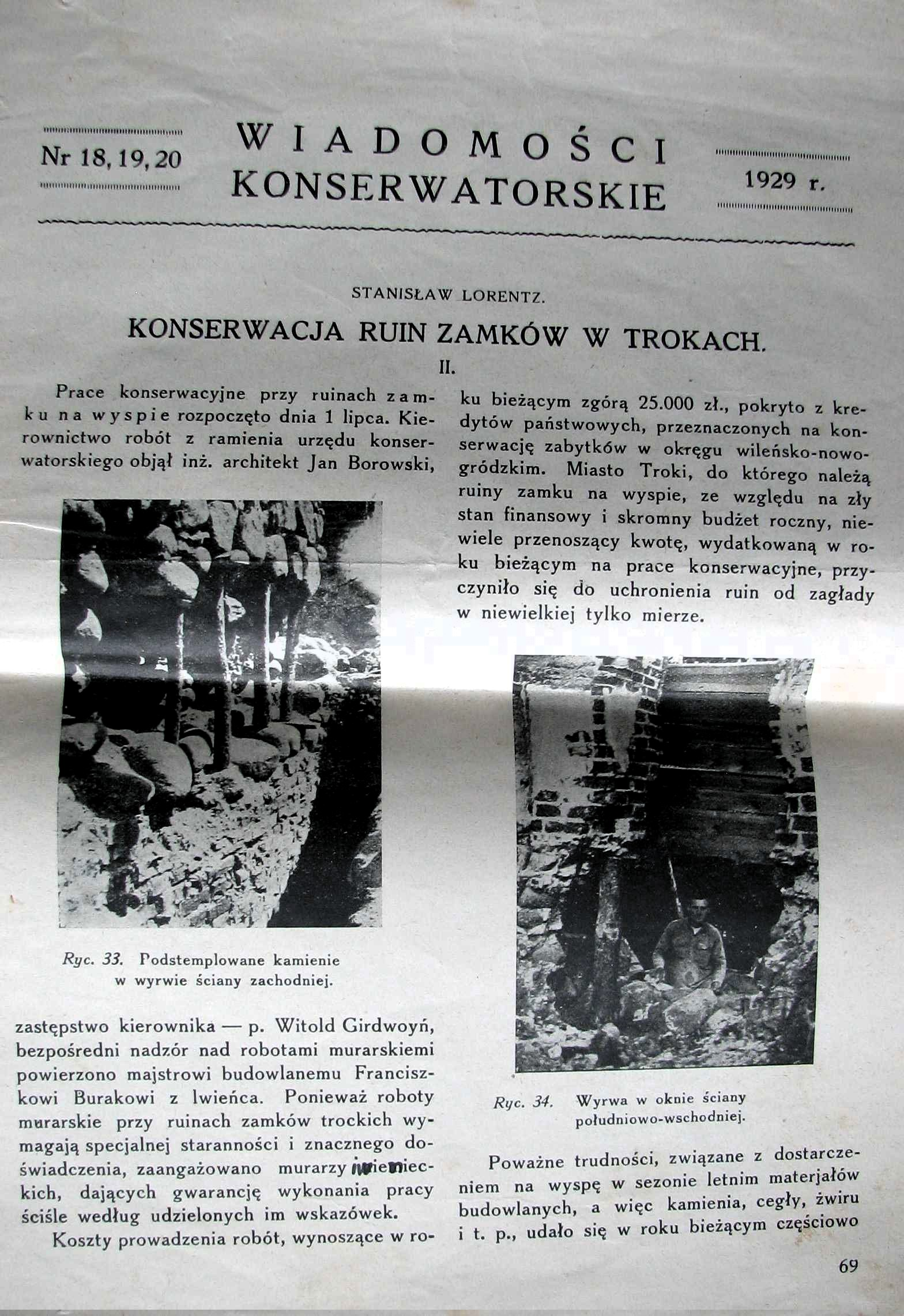
Artykuł Stanisława Lorentza o konserwacji ruin zamku w Trokach w „Wiadomościach Konserwatorskich”, 1929

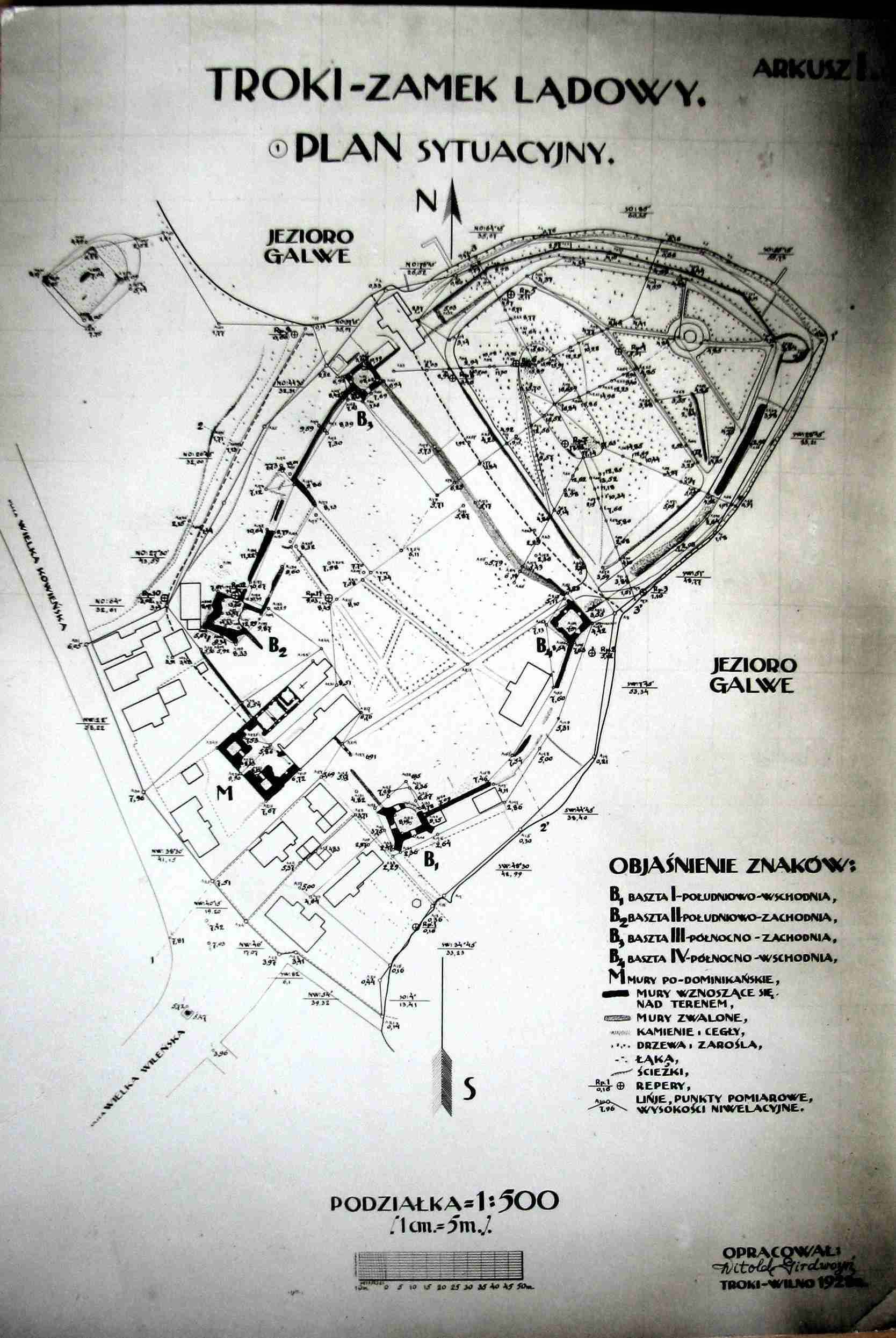
Troki, zamek lądowy – plan sytuacyjny opracowany przez Witolda Girdwoynia, 1928

Po ustąpieniu Lorentza ze stanowiska konserwatora, jego następcy: Ksawery Piwocki w latach 1936–1938, i Witold Kieszkowski w latach 1938–1939 zmienili zakres prac i rozpoczęli prace rekonstrukcyjne, w czasie których dokonano odbudowy wieży południowo-wschodniej, przesklepienia piwnic i sali na pierwszym piętrze oraz konserwacji pozostałości pałacu książęcego. Plan odbudowy przygotował i prace nadzorował architekt Jan Borowski, przy współpracy prof. Juliusza Kłosa. Po II wojnie światowej prace były kontynuowane etapami przez Litwinów – w roku 1946, do 1956 nadbudowano mury zamku górnego, a do 1961 roku odbudowano wieżę główną, kończąc odbudowę tej części zamku do 1965 r. Dolny zamek odbudowywano po 1971 roku, około 1980 roku zadaszono dwie baszty, w 1984 zadaszono wieżę bramną prowadzącą na zamek dolny. Zamek po odbudowie reprezentuje styl gotycki (według domniemanego stanu z XV wieku).
Część zamku zajmuje obecnie muzeum. Na zamku odbywają się również rekonstrukcje historyczne poświęcone średniowieczu.